# زانکت آنام لاوانتگ
زانکت آنام لاوانتگ (به آلمانی: Sankt Anna am Lavantegg) یک منطقهٔ مسکونی در اتریش است که در مورتال واقع شده‌است. زانکت آنام لاوانتگ ۴۷٫۱۶ کیلومتر مربع مساحت دارد ۱٬۲۹۱ متر بالاتر از سطح دریا واقع شده‌است.